# Musée départemental d'Arts et Traditions populaires
Le musée départemental d'Arts et Traditions populaires fait partie des musées départementaux de la Haute-Saône ou  musées départementaux Albert-et-Félicie-Demard. Il est installé dans le château de Champlitte, dans le département de la Haute-Saône.

## Présentation
C’est en 1952, durant les grands changements liés à l’exode rural et à la modernisation des fermes, qu’Albert et Félicie Demard, fondateurs du musée, commencent à acquérir mobilier et objets qui contribueront à la naissance du musée départemental d’Arts et Traditions populaires en 1957. Fondé dans la mouvance du musée national des Arts et Traditions populaires, le musée s’installe dans le château de Champlitte et devient départemental en 1963. Celui-ci offre un aperçu de la société rurale au tournant du XXe siècle. La scénographie, basée sur des reconstitutions d’intérieurs paysans (salles communes), d’ateliers de travail (travaux du fer, du chanvre, de la dentelle…) et de commerces (café, épicerie, modiste…) plonge le visiteur dans une communauté villageoise où rites et croyances populaires rythmaient le temps. Au rez-de-chaussée, les salons du château restituent l'ambiance nobiliaire du XVIIIe siècle.

## Histoire
- 1951 : premières collectes menées par Albert Demard.
- 1952 : Albert Demard devient agent municipal.
- 1953 : première exposition dans trois salles du château. Les salles dites du terroir sont basés sur un inventaire après décès et sont toujours présentées dans le musée.
- 1957 : ouverture de salles supplémentaires dans le château.
- 1963 : le musée devient départemental.
- 1973 : ouverture d'une salle consacrée à la forge[2].
- 1975 : ouverture des espaces liés au travail du cuir (corroyeur, cordonnier, bourrelier)[3].
- 1977 et 1978 : ouverture des reconstitutions La fête foraine ou salle des réjouissances populaires (marionnettes, jeux de foire, manège, roulotte de forains, orgue mécanique), le café 1900, la pharmacie[4].
- 1981 : ouverture de la salle des loups, de la médecine populaire[5].
- 1987 : ouverture de la salle dite des Âges de la vie[6].
- 2001 : ouverture d'une salle consacrée à l'étude du notaire rural[7].
- 2019 : les salles suivantes : dentiste, photographe, horloger, modiste, dentellière, sont remplacées par un espace consacré au Mexique.

## Direction
| De   | à    | Nom                    |
| ---- | ---- | ---------------------- |
| 1953 | 1980 | Albert Demard          |
| 1980 | 2002 | Jean-Christophe Demard |
| 2002 | 2011 | Viviane Ivol           |
| 2011 | 2014 | Françoise Ailhaud      |
| 2015 | 2020 | Julie Chevaillier      |
| 2021 |      | Caroline Dreux         |

## Expositions temporaires réalisées
- 2002 : « Falbalas, fanfreluches et redingotes »
- 2003 : « Les déchirures de l'histoire », en partenariat avec Le 10 neuf - CRAC Franche-Comté
- 2003 : « Des belles en robe des champs »
- 2004 : « Marionnettes, objets de vies »
- 2005 : « Du génie à la spiritualité », exposition d'intérêt national
- 2005 : « C'est un peu ça la vie »
- 2006 : » Mexique, le grand voyage »
- 2007 : » Les 50 printemps du musée, carte blanche à Daniel Nadaud »
- 2008 : « Noir de fonte »
- 2008 : Ernesto Riveiro et Claudie Floutier
- 2009 : « Enfants d'hier et d'aujourd'hui »
- 2010 : « 1860-1910, 50 ans d'élégance en Haute-Saône »
- 2011 : « La vie de château : de la forteresse à la résidence de plaisance »
- 2012 : « De Champlitte au Mexique : espérances, épreuves et désillusions » en partenariat avec les Archives départementales de la Haute-Saône[8]
- 2013 : « Épousailles… »
- 2014 : « 1914 : la fin d'un monde ? »
- 2015 : « Bernard Plossu, le voyage mexicain : 1965-1966 »

## Musées de France
Ce musée bénéficie de l'Appellation Musée de France, selon les termes du code du patrimoine.

## Galerie de photos

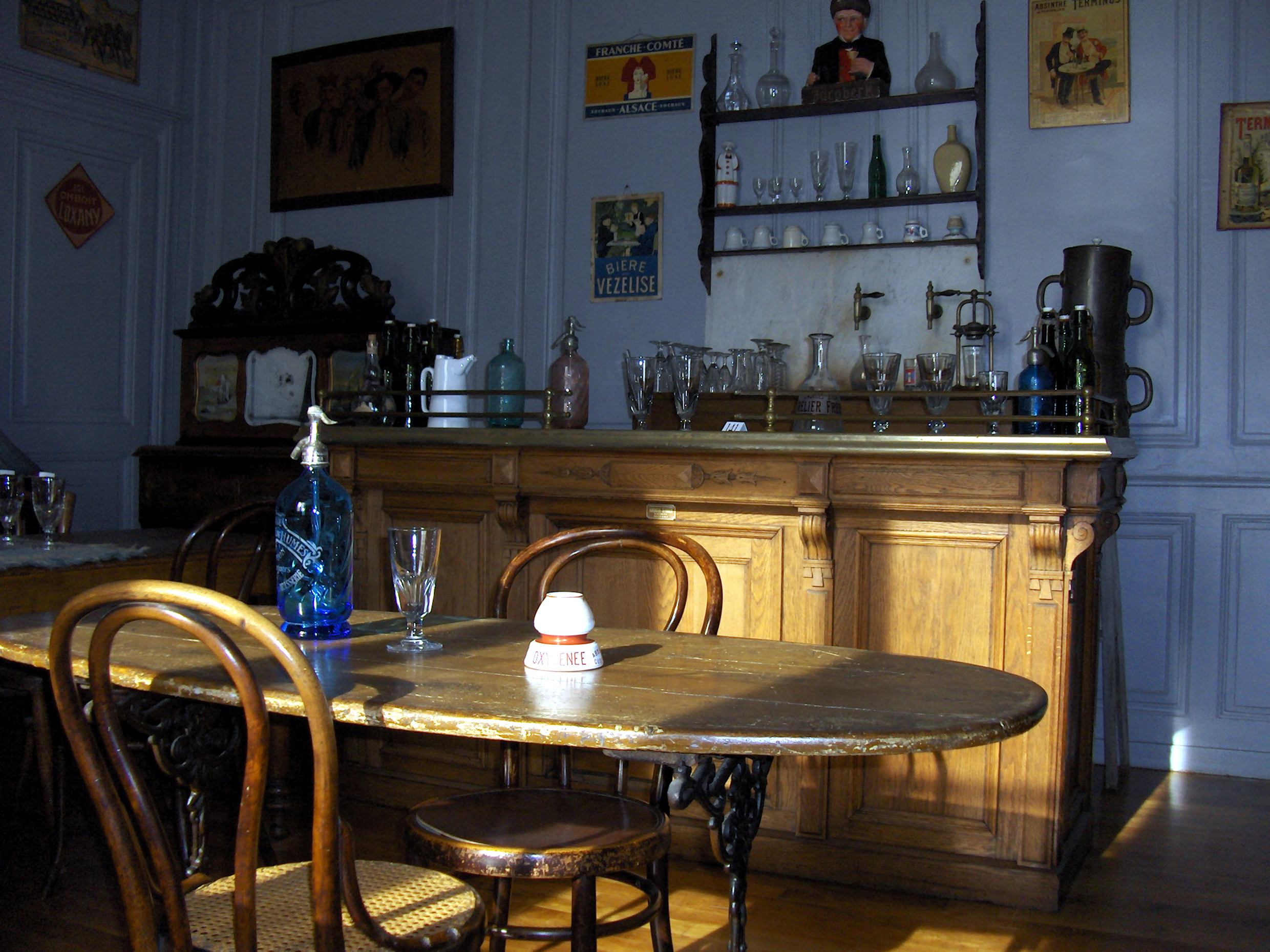
Le café.
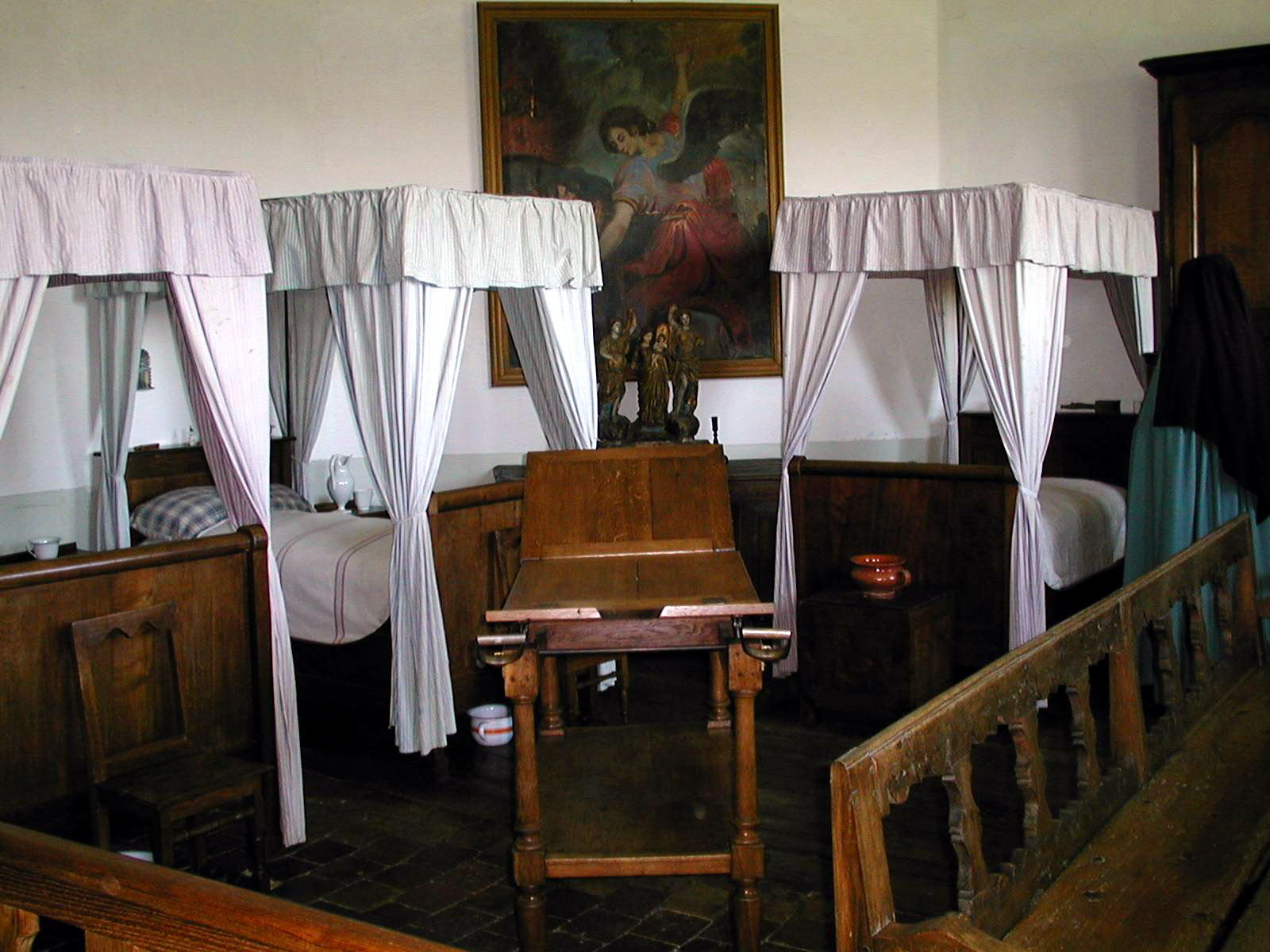
L'hospice.
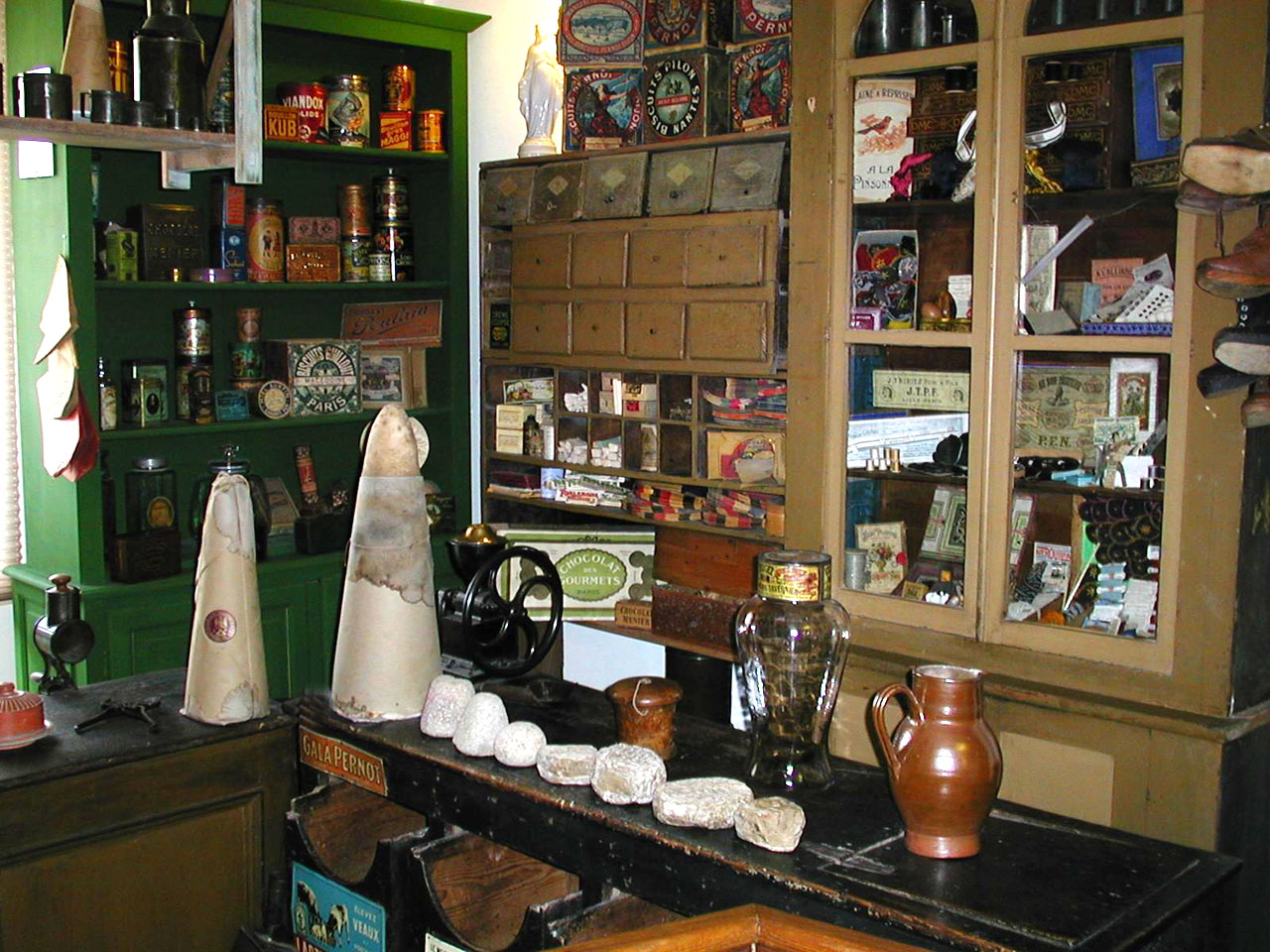
Épicerie.
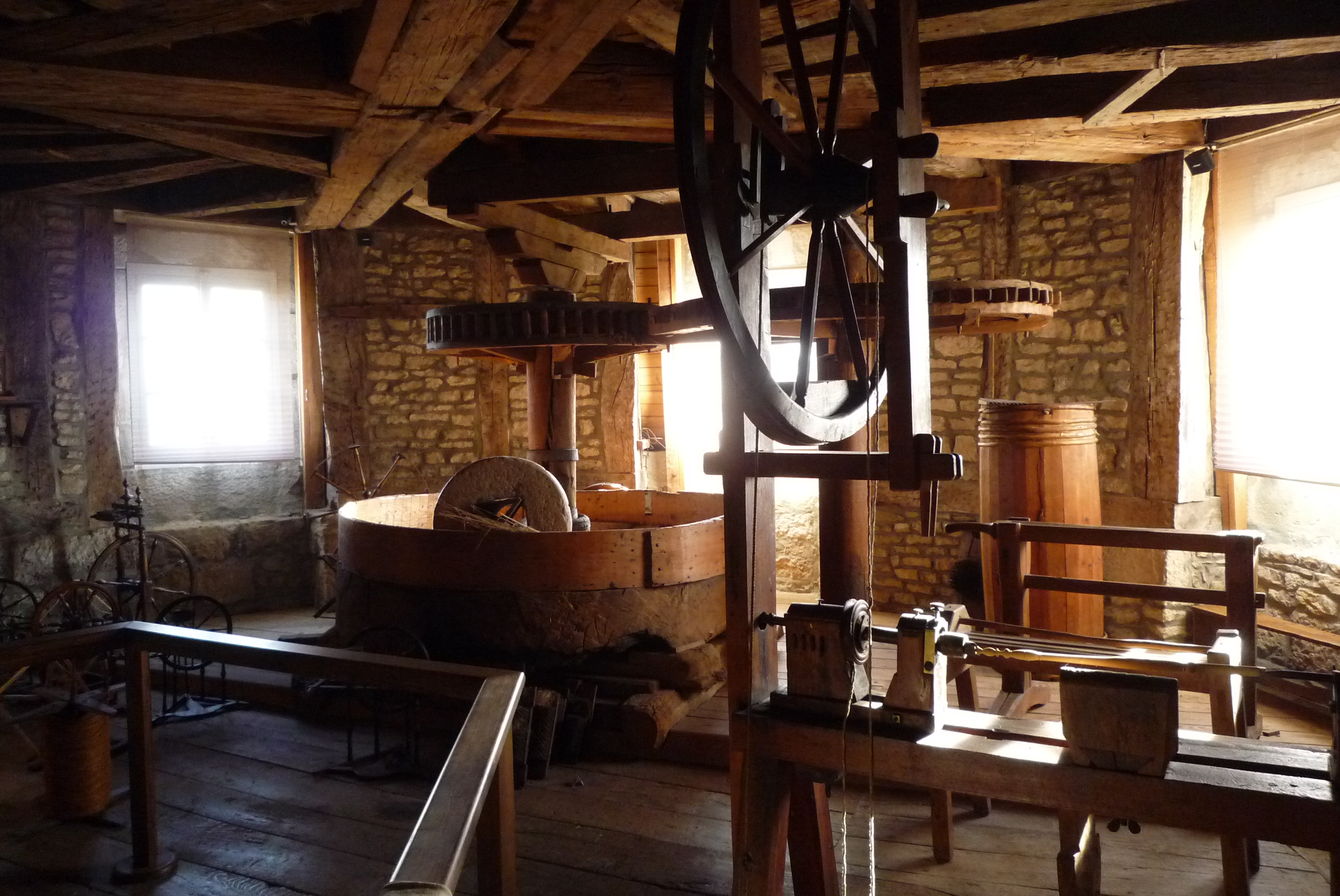
Les différentes étapes de la transformation de la fibre de chanvre en fil à tisser.
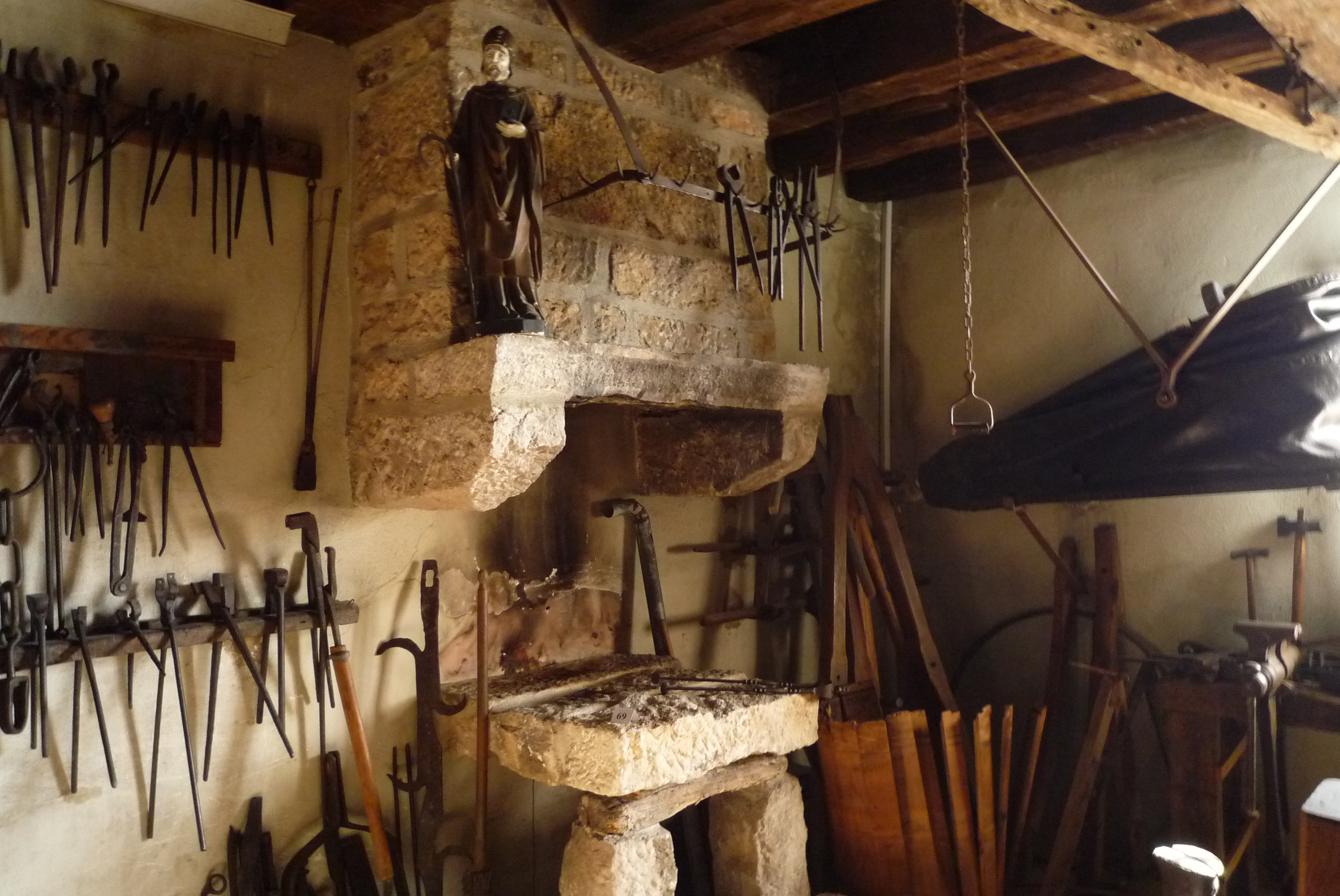
Travail du fer.
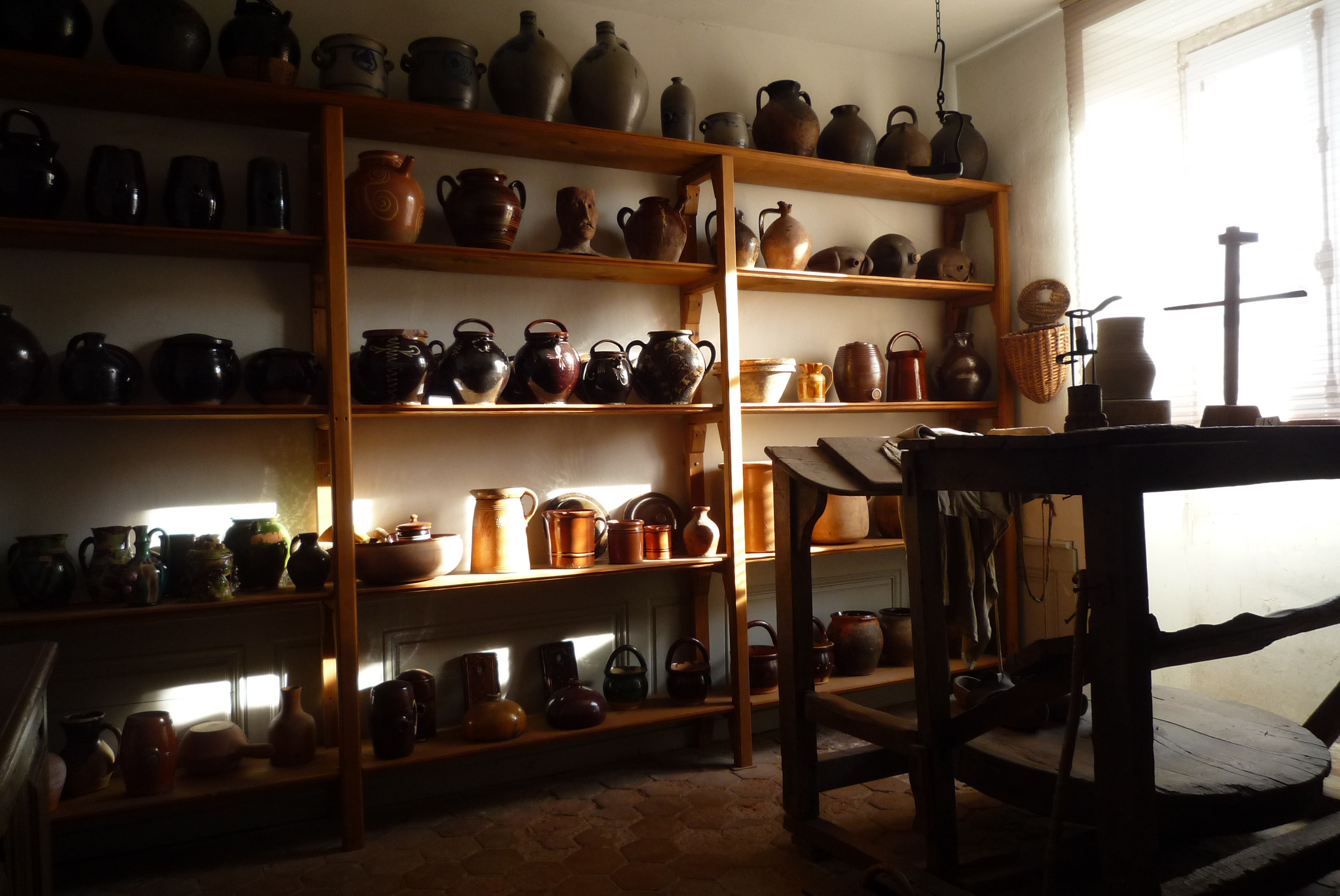
Tour du potier et poteries vernissées.
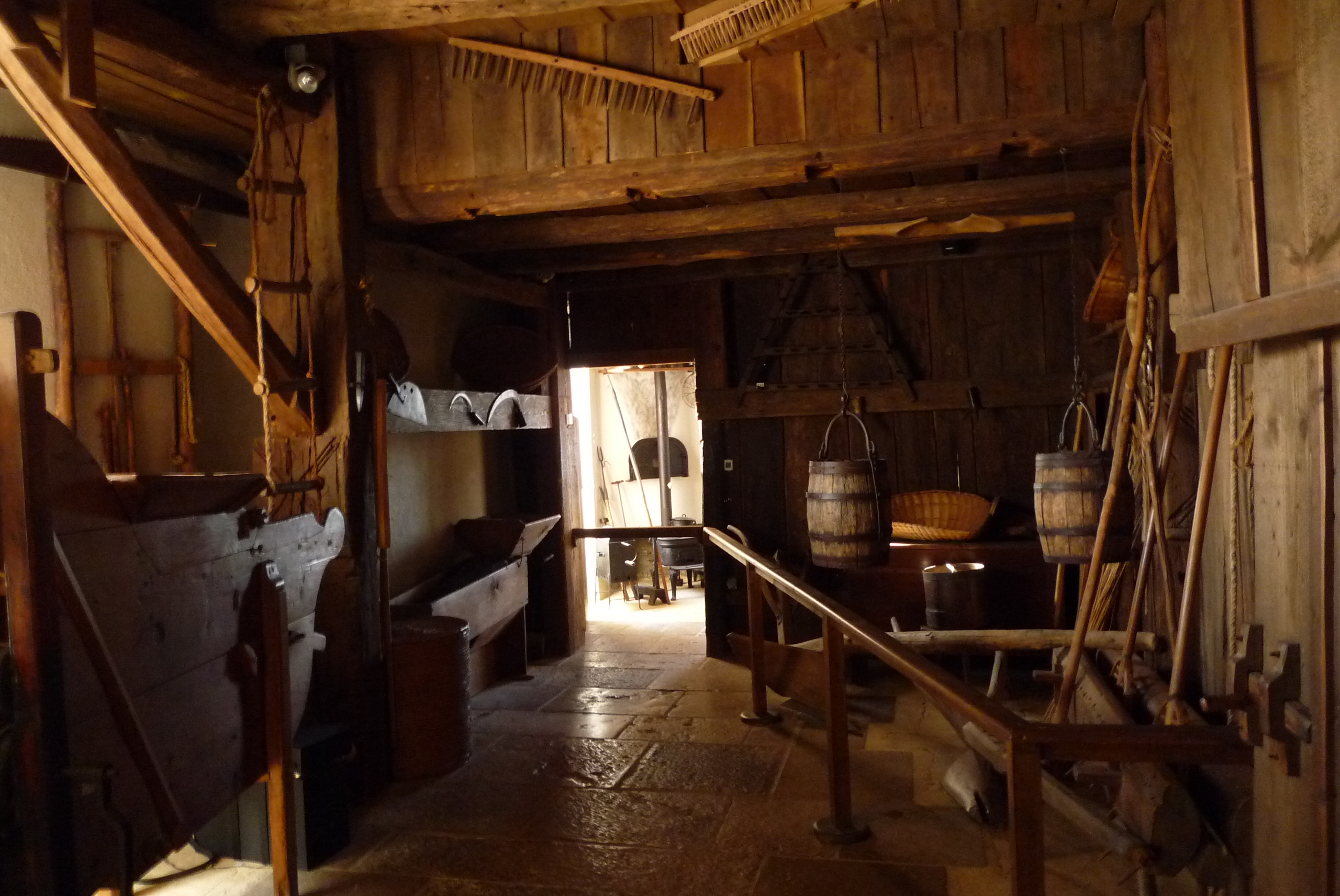
Évocation des activités agricoles.